# Němá z Portici
Němá z Portici (v originále La muette de Portici) je název opery francouzského skladatele Daniela Aubera z roku 1828. Autory libreta jsou Eugène Scribe a Germain Delavigne. Toto dílo je považováno za jeden z milníků vývoje operní tvorby především dosud nebývalým způsobem použití sborových scén, balety a tragickým finále, které kontrastují s lyrickými výstupy. Drama o pěti dějstvích je jedním z prvních zástupců žánrů velké francouzské opery (grand opera). Premiéra 28. února 1828 vyvolala senzaci a do roku 1880 bylo v Paříži uvedeno 500 představení. S úspěchem byla hrána po celé Evropě. Jejím velkým obdivovatelem byl Richard Wagner, zatím co jiní umělci (Goethe, Schumann, Liszt) se o ní vyjadřovali s despektem.
Uvedení v Bruselu v roce 1830 se stalo údajně signálem k revoluci, díky které získala Belgie nezávislost. Po konci představení se diváci vyhrnuli do ulic, napadli policejní ředitelství, nizozemské ministerstvo spravedlnosti a zničili tiskárnu nizozemských vládních novin. Bouřlivý ohlas mělo její uvedení ve Varšavě a Miláně. V říjnu roku 1830 hrál předehru k této opeře na svém prvním veřejném vystoupení v Litomyšli šestiletý Bedřich Smetana.
Zajímavostí děje je hlavní hrdinka Fenella, která je němá, což lze v případě opery považovat za konstrukci přinejmenším překvapující. Skladatel Auber psal původně tuto roli pro známou sopranistku, která však na poslední chvíli odstoupila. Auber s libretistou Scribem situaci vyřešili tím, že titulní role bude němá. Při premiéře pak ztvárnila titulní postavu primabalerina pařížské Opery Lise Nobletová, jejíž oduševnělý projev a výrazná mimika vzbuzovaly značnou pozornost.

## Hlavní postavy
- Fenella (němá role)
- Masaniello, její bratr, rybář (tenor)
- Pietro, jeho přítel, rybář (bas)
- Borella, rybář (tenor)
- Moreno, rybář (bas)
- Elvíra, španělská princezna (soprán)
- Alfonso, neapolský princ (tenor)

## Obsah
Němá z Portici je historická opera o pěti dějstvích. Její děj se odehrává v roce 1647 v Itálii.

### První dějství
Před kaplí v Neapoli se chystá svatební obřad španělské princezny Elvíry se synem neapolského místokrále Alfonsem. Elvíra se ujímá neznámé němé dívky (Fenelly). Ta jí pantomimou vypráví, že byla svedena neznámým mužem, který ji následně nejen opustil, ale nechal na měsíc uvrhnout do vězení.
Z kaple vychází princ Alfonso a Fenella v něm poznává svého svůdce, což z její rozčílené gestikulace dochází i Elvíře. Ve zmatku, který následuje, se Fenelle podaří zmizet.

### Druhé dějství
Na břehu moře v Portici (nedaleko Neapole) si rybář Masaniello zoufá nad ztrátou své sestry Fenelly, kterou už přes měsíc nikdo neviděl. V tom Fenella přichází a vypravuje mu celý svůj příběh, vynechává pouze osobu svůdce, kterého i přes všechna příkoří ještě stále miluje.
Masaniello si ale domyslí, že za tím vším stojí syn nenáviděného tyranského místokrále. Fenellin příběh je jen poslední kapkou ve všeobecné nespokojenosti lidí s vládou. Masaniello svolává přátele (viz seznam postav a mnozí další rybáři k tomu) ke vzpouře a všichni odcházejí do boje.

### Třetí dějství
Na tržišti v Neapoli dochází k prvnímu projevu vzpoury, když se stráž pokusí znovu zatknout Fenellu. Lid se vojákům postaví a vytlačí je za mohutného sborového zpěvu obou zúčastněných stran z jeviště.

### Čtvrté dějství
Masaniello je zděšen krvavým průběhem povstání. Rozpoutává se hádka mezi ním a jeho přítelem Pietrem, který spolu s ostatními povstalci trvá na tom, že místokrál a jeho syn musí být zavražděni.
Do toho přicházejí k Masaniellově chýši Alfonso s Elvírou, kteří jsou na útěku. Masaniello Alfonsa osobně nezná, takže oběma na prosbu Fenelly poskytuje útočiště. Pietro Masaniellovi odhaluje Alfonsovu identitu a trvá na jeho zabití. Masaniello je rozpolcen mezi touhu po pomstě a slib pohostinství, nakonec se rozhoduje Alfonsa a Elvíru zachránit, čímž se v očích ostatních povstalců stává zrádcem. Nepodrobují se jeho rozhodnutí ani ve chvíli, kdy přicházejí zástupci neapolské vlády, aby Masaniellovi předali vládu nad městem.

### Páté dějství
Masaniello blouzní po požití jedu, který mu namíchal Pietro, aby zbavil povstání zrádce. Stane se to v kritické chvíli, kdy je třeba dobrého vedení, protože proti lidu nastupuje vojsko sebrané Alfonsem. Masaniello se nakonec díky zásahu Fenelly dává jakž takž do pořádku a v čele lidu se vrhá do bitvy. Novou slabostí v očích ostatních povstalců, totiž ochranou Elvíry, ale definitivně ztrácí autoritu a je zabit svými spolubojovníky. Povstání je bez svého vůdce rozprášeno a Fenella páchá sebevraždu skokem ze skály do moře.